# هانس کریستین اندرسن (فیلم)
هانس کریستین اندرسن (به انگلیسی: Hans Christian Andersen) فیلمی ۱۲۰ دقیقه‌ای به کارگردانی چارلز ویدور محصول کشور ایالات متحده آمریکا است.